# 青山誠
青山 誠（あおやま まこと、1991年11月1日 - ）は、兵庫県神戸市出身の元プロ野球選手（外野手）、野球指導者。右投右打。両親はともに台湾出身。

## 経歴

### プロ入り前
小学校3年から野球を始める。中学時代は、神戸中央シニアに所属。中学3年次にはシニアの同期が先に進路が決定する中、チームで最後に進路が決まった。
その後育英高等学校に進学し、3年生の春には県大会優勝も経験した。しかし高校3年間で甲子園には行けず、進路も未定だったために当時日本大学の監督代行であった衣川隆夫が同校出身という縁もあり、日本大学の練習に参加する。そのきっかけもあり卒業後は日本大学へ進学が決まった。
大学進学後は2年春まではリーグ戦の出場がなく、2年秋からようやく出場機会を得るも代打や指名打者での出場が中心であった。当時の監督であった仲村恒一から「もうお前を使う気はないから、一般の就職活動に専念しろ」と言われ、寮も追い出されることになったが、それがきっかけで野球に対する姿勢を改めるようになり、徐々に信頼を得ていった。その結果、4年生の春からレギュラーになり、秋には自身最高となる打率.319、出塁率.467を記録し、また抜群の選球眼で13四死球を選ぶ活躍を見せた。
2013年10月のドラフト会議において、巨人から育成1位で指名され入団。

### プロ入り後
2014年5月、右翼の守備中に打球を追ってフェンスに激突し、右膝大腿四頭筋筋断裂の大怪我をしてシーズンを棒に振る。2015年5月にも同じ箇所を再手術した。
2017年には、鹿取義隆ゼネラルマネージャーが視察した7月22日の二軍・埼玉西武ライオンズ戦で3ランを放つなど、二軍公式戦10試合に出場した時点で打率.269、2本塁打、6打点を記録した。7月28日に支配下登録され、背番号を99に変更した。
2018年4月5日の二軍・千葉ロッテマリーンズ戦で本塁クロスプレーでアウトになった際に球審に対して暴言を吐いて退場処分となり、厳重注意と制裁金5万円と軽い処分にとどまったが、シーズン終了まで一軍での出場を果たせず、10月1日付で戦力外通告を受けたことが公表された。
2019年から社会人野球のJX-ENEOSに入団したが、同年限りで退団し現役を引退した。

### 引退後
引退後は競輪のネット投票を運営する企業に就職したが、元プロ野球選手で競輪選手の松谷秀幸と知り合ったことをきっかけに競輪選手への夢が芽生え、2020年6月に松谷の師匠である佐々木龍也に弟子入り。12月に日本競輪選手養成所の2次試験を受験した（1次試験は免除）が、結果は不合格だった。
2021年、母校の日本大学野球部のコーチに就任し、野球指導者としての活動を開始。1年契約が満了し、翌2022年からは関メディベースボール学院のコーチに就任し、中学部の指導から担当する。同年1月24日に学生野球資格を喪失したため、高校生・大学生への指導は不可能となった。2022年11月、関メディベースボール学院野球選手科の監督就任が発表された。現在は退任している。

## 詳細情報

### 年度別打撃成績
- 一軍公式戦出場なし

### 背番号
- 008（2014年 - 2017年7月途中）
- 99（2017年7月途中 - 2018年）